# Sisymbriopsis
Sisymbriopsis é um género botânico pertencente à família Brassicaceae.